# Montgomery Museum of Fine Arts
Le Montgomery Museum of Fine Arts, fondé en 1930, est un musée de la ville de Montgomery en Alabama, États-Unis.
Ses collections permanentes comprennent des peintures et des sculptures américaines des XIXe et XXe siècles, des œuvres d'art du Sud des États-Unis, des gravures de grands maîtres et des pièces d'arts décoratifs.
Le nouveau bâtiment du musée, ouvert en 1988, fut dessiné par le bureau d'architectes Barganier, Davis, and Sims, une extension a été ouverte en 1993.